# 神様が降りて来る夜
「神様が降りて来る夜」（かみさまがおりてくるよる）は1990年5月21日、ポニーキャニオン/SEE・SAWから発売された川村かおりの6枚目のシングル。

## 内容
- アルバム『CAMPFIRE』からのシングルカット。
- 表題曲は、川村が出演したフジテレビ系『邦ちゃんのやまだかつてないテレビ』挿入歌、1993年放送フジテレビ系ドラマ『悪魔のKISS』の挿入歌、アニメ映画『アリスとテレスのまぼろし工場』の劇中使用曲。
- C/W「金色のライオン」は、アルバム『Hippies』からの先行収録曲。

## 収録曲
作曲・編曲：高橋研
1. 神様が降りて来る夜
作詞：高橋研
2. 金色のライオン
作詞：川村かおり・高橋研

## 関連作品
- やまだかつてないCD - 「神様が降りて来る夜」を収録した『邦ちゃんのやまだかつてないテレビ』のコンピレーション・アルバム